# Лекало

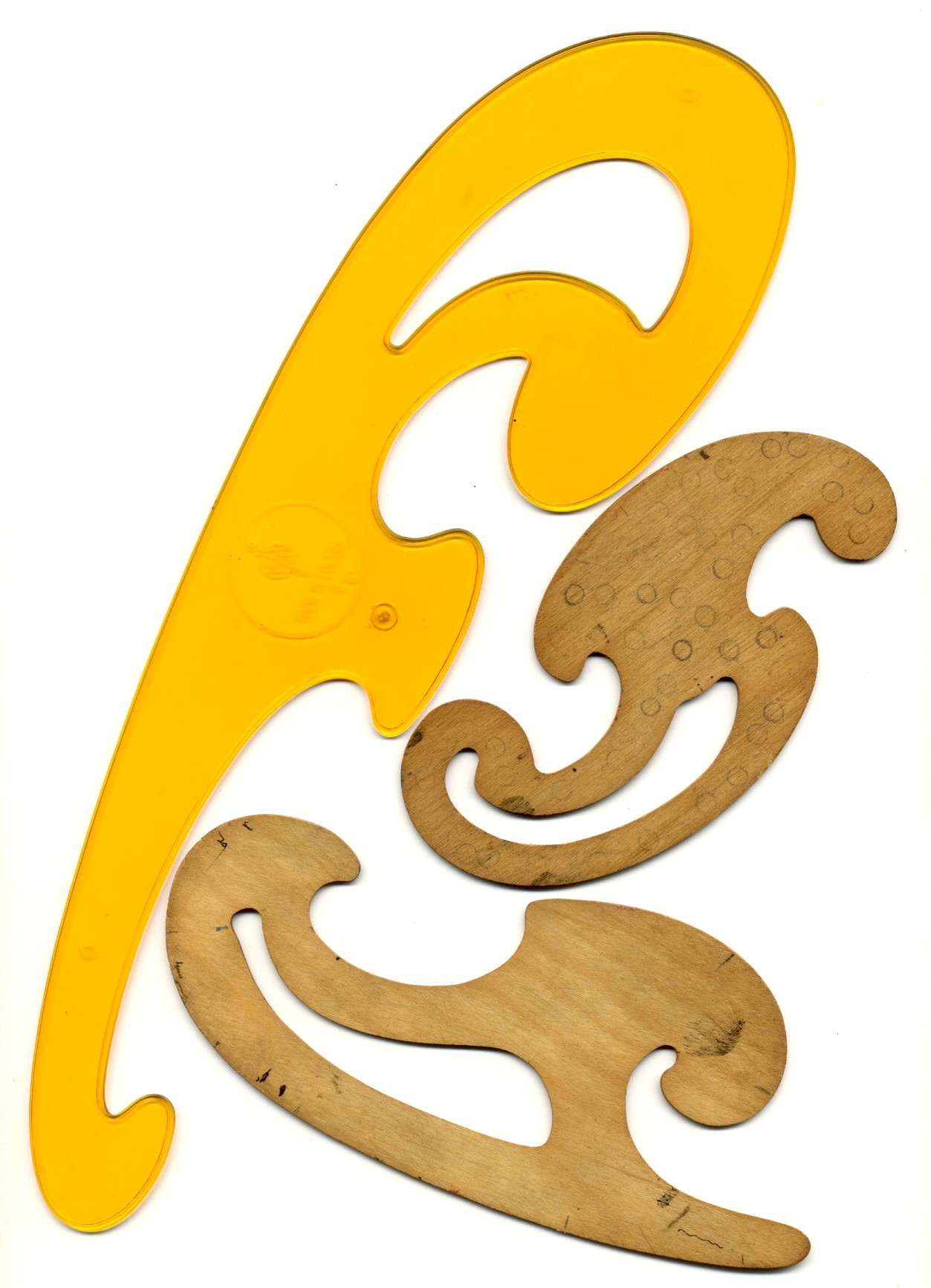
Лекала

Лека́ло (рос. лекало, можливо, від прасл. *lękati — «гнути») — креслярський інструмент, призначений для проведення (або перевірки) кривих ліній під час креслярських і конструкторських робіт. 

## Загальний опис
Креслярські лекала бувають з постійною і змінною кривиною. Лекала з постійною кривиною є пластинами з дерева, пластмаси, рідше з металу з криволінійною кромкою. Лекала зі змінною кривиною — зазвичай сталева лінійка з пристроєм, що змінює її конфігурацію (кривину).
Вимірювальне лекало — безшкальний вимірювальний інструмент або розмічувальний пристрій (шаблон) для контролю або обведення криволінійних контурів фасонних деталей (частин). Застосовується в машинобудуванні, кораблебудуванні тощо. Є сталевою пластиною з робочою кромкою, окресленою за зворотним (додатковим до виробу) профілем. Вимірювання зазвичай проводяться оцінкою ширини світлової щілини між лекалом і виробом або за допомогою щупа, що вводиться в шпарину.